# كالوكان
كالوكان (بالإنجليزية: Caloocan) هي مدينة في الفلبين في مانيلا. يقدر عدد سكانها بـ 1,489,040 نسمة ومساحتها 55.80 كم2 .

## معرض صور

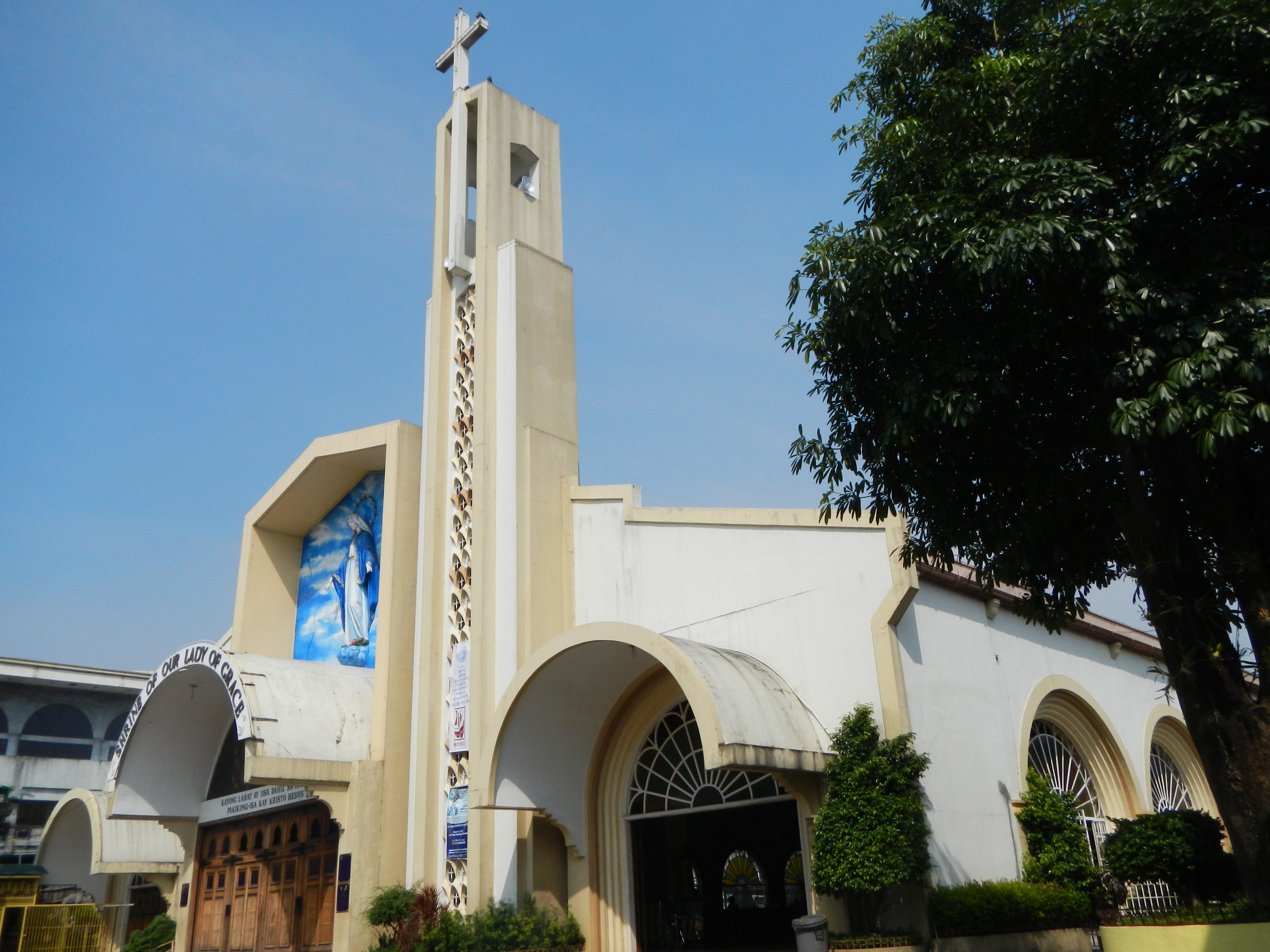
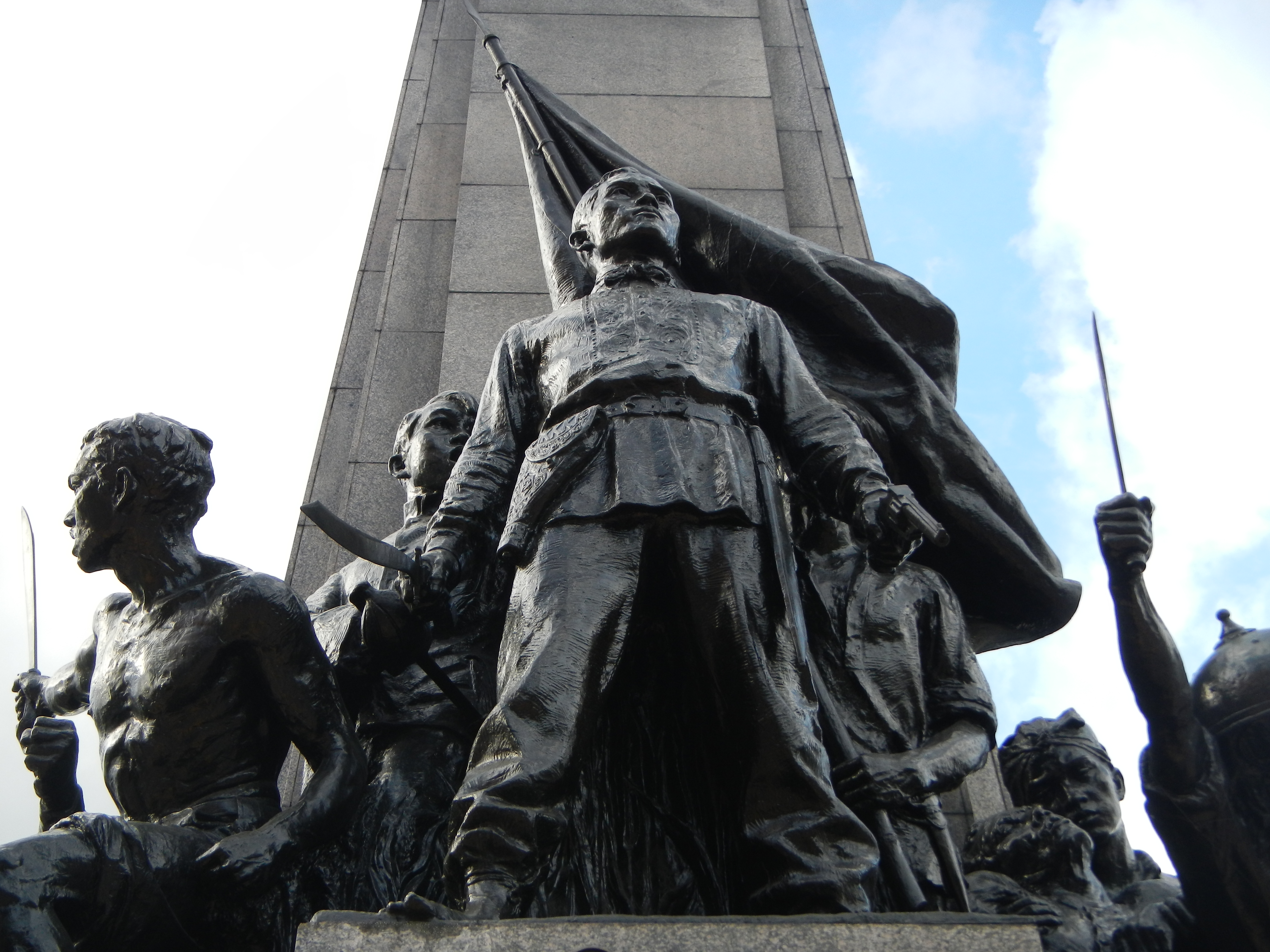
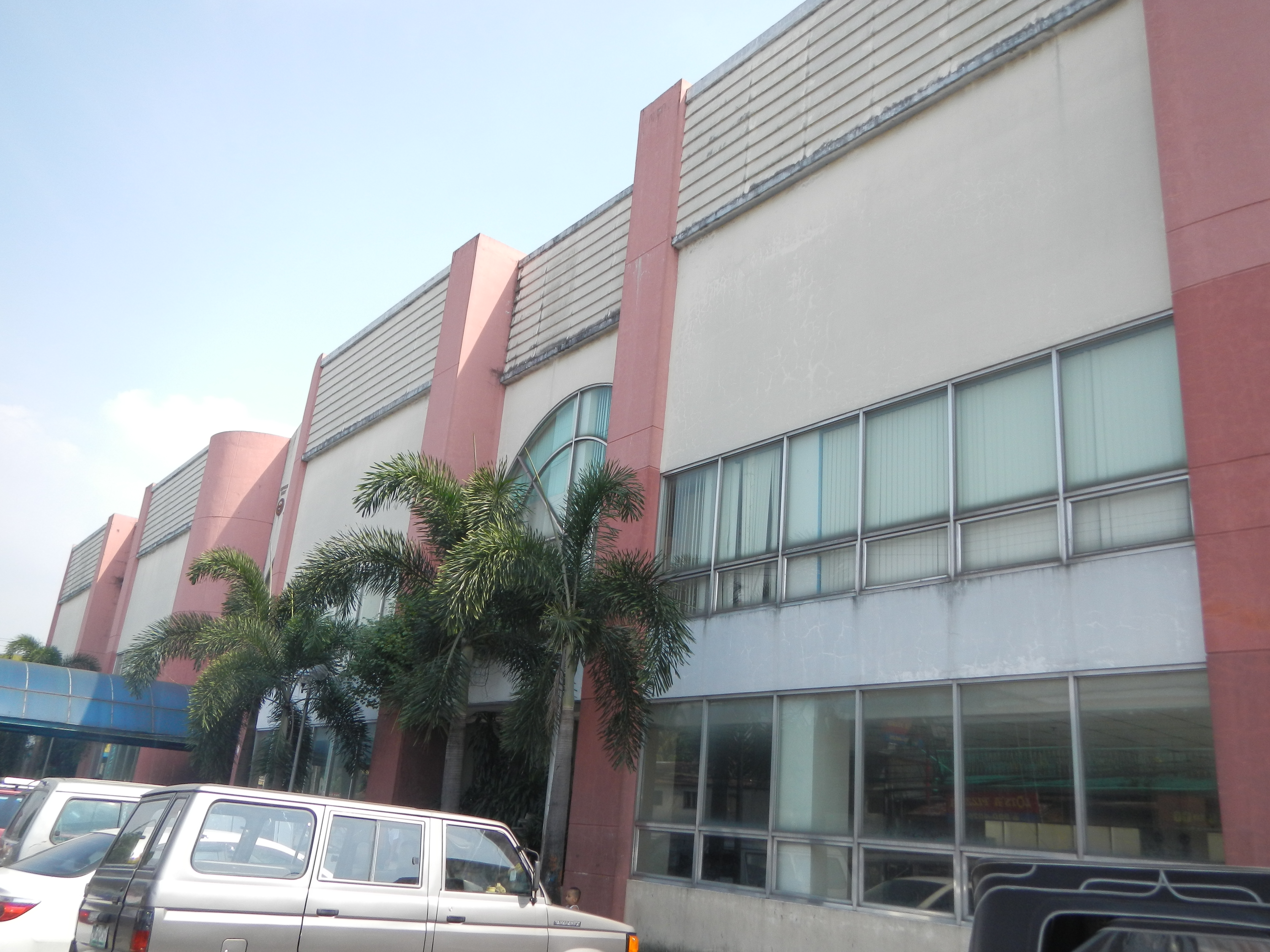
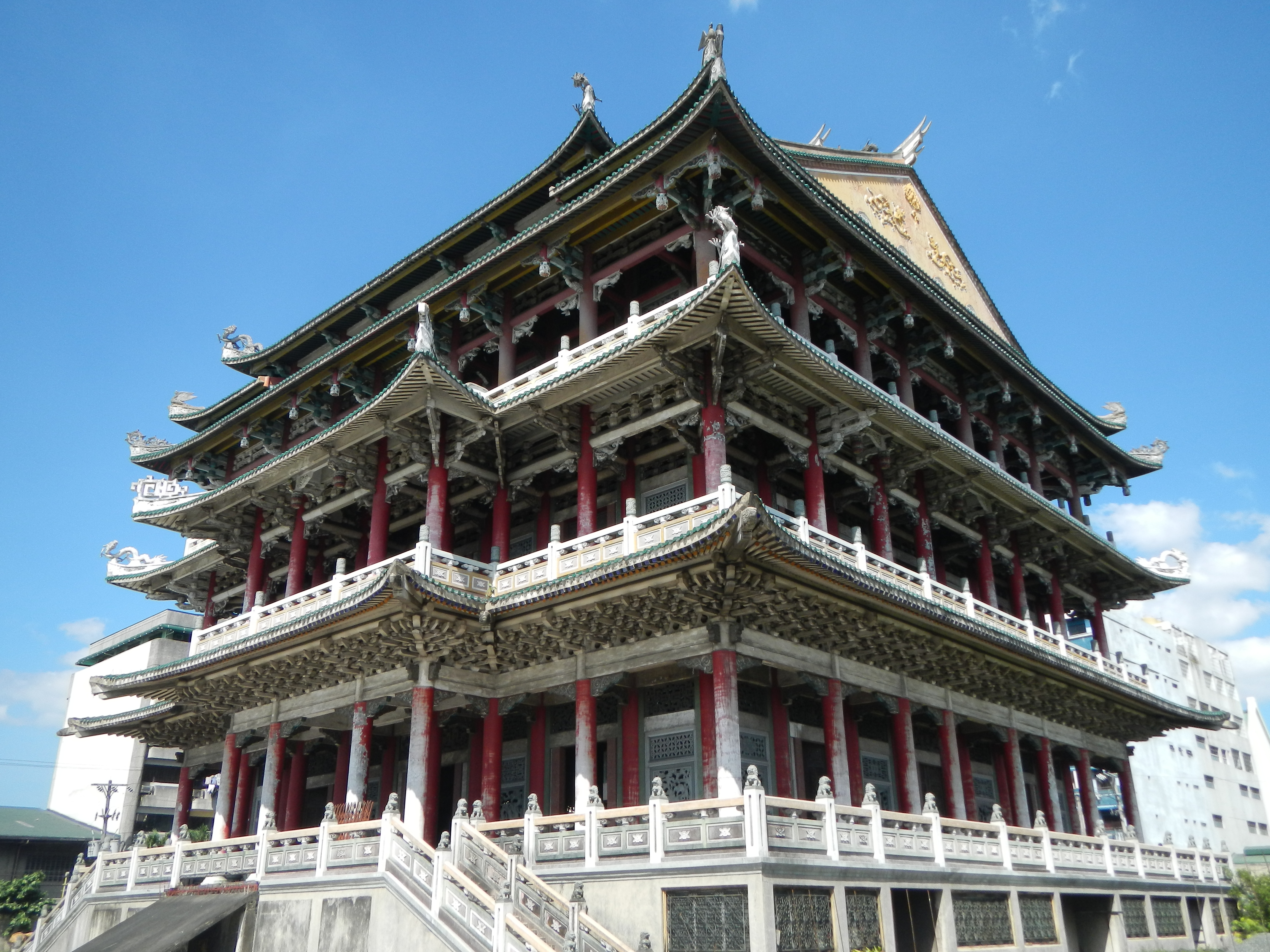
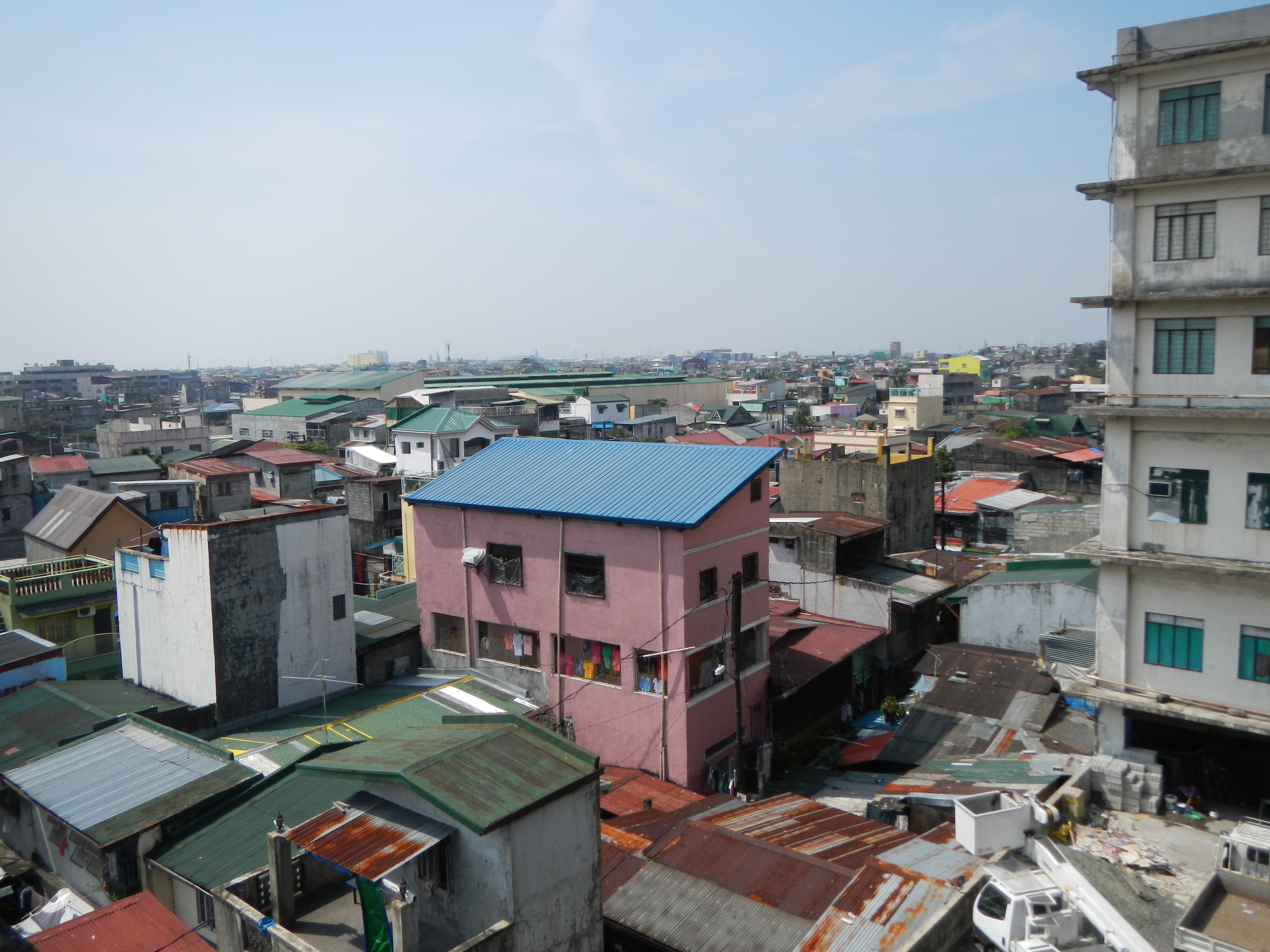

## أعلام
- انطونيو تريلانس الرابع
- مارينا ديزون
- ويليام جيمس شو
- ميخائيل تان
- أوبري مايلز
- دنفر لوبيز
- دون كاماسو